# Bitburg
Bitburg je grad u zapadnoj Njemačkoj, glavni grad okruga Bitburg-Prüm u 
pokrajini Porajnje-Falačka.

## Povijest
Ime grada dolazi od keltskog toponima Beda.
Bitburg je nastao otprilike prije 2.000 godina kao postaja na putu iz Lyona, kroz Metz i Trier u Köln. Bitburg je prvi puta dokumentiran tek nakon propasti Rimskog Carstva oko 715. kao "castrum bedense". On je kasnije postao dio Franačke.
Godine 1262. dvorac dobiva općinska prava. Sredinom 10. stoljeća grad je došao pod županiju Luksemburg (kasnije vojvodstvo), te 1443. pod županiju Burgundiji. Nakon što je 1506. mjesto pripadalo španjolskoj Nizozemskoj, a od 1714. do austrijskoj Nizozemskoj. 1794. grad dolazi pod francusku upravu.
1815. godine nakon Bečkog kongresa Bitburg je predan Kraljevini Prusije, gdje je do 1822. administrativno pripadala pokrajini Niederrhein, a nakon toga rajnskoj provinciji.
Dana 24. prosinca 1944. Bitburg je uništen 85% od zračnih napada, a kasnije i službeno od Amerikanaca nazvan "mrtvi grad". 

## Bitburg danas
Bitburg je grad u Eifelu, u blizini Triera. Bitburg ima oko 12.000 stanovnika. Najveća tvrtka je pivovara Bitburger Brauerei, jedan od najvećih proizvođača piva na svijetu. Bitburger je glavni sponzor njemačke nogometne reprezentacije. Bitburg je domaćin godišnjeg Europskog festivala folklora.

## Međunarodna suradna
- Arlon, Belgija od 1965.
- Bad Köstritz, Njemačka od 1992.
- Diekirch, Luksemburg od 1962.
- Rethel, Francuska od 1965.
- Shelbyville, Kentucky, SAD od 1962.

## Vanjske poveznice
|  | Zajednički poslužitelj ima još gradiva o temi Bitburg |

- Službene stranice  Arhivirana inačica izvorne stranice od 3. ožujka 2011. (Wayback Machine)